# Arnóbio, o Jovem
Arnóbio (em latim: Arnobius Junior), chamado de o Jovem para distingui-lo de Arnóbio, apologista cristão do século III, foi um sacerdote ou bispo cristão na Gália, escreveu de Roma e floresceu aproximadamente em 460.

## Biografia
As únicas notícias externas parecem ser as do Venerável Beda, que elogia seu Comentário sobre os Salmos, e de Alcuíno, que alude favoravelmente à sua Altercação com Serapião em uma carta dirigida a Flávio Mério, e no sexto livro de seu tratado Contra Felicem Urgelitano. A evidência interna é baseada no Comentário sobre os Salmos, nas Notas sobre algumas passagens dos Evangelhos e na Altercação com Serapião. O Comentário e a Altercação podem ser encontrados na Maxima bibliotheca veterum patrum; mas o conteúdo torna muito difícil acreditar que a mesma pessoa foi o autor de ambos.

### Comentário sobre os Salmos
O Comentário sobre os Salmos é confessado pelo seu autor, que o dedica a Leôncio, bispo de Arles, e para Rústico, bispo de Narbona. Os comentários são devotos, práticos e pontuais, mas breves e acríticos, interpretando tudo como se referindo a Cristo e à igreja. Eles são, no entanto, acusados de uma tendência semipelagiana; e um escritor muito erudito, cuja Selecta historiae ecclesiasticae capita apareceu c. 1686, Noël Alexandre, convida especial atenção às observações de Arnóbio sobre o Salmos 1:. Mas Noël Alexandre era um jansenista; e escritores anti-jansenistas, como os bolandistas, poderiam sustentar que a maioria era capaz de uma interpretação ortodoxa. Deve-se, no entanto, admitir que o autor do Comentário é anti-agostiniano; como no Salmos 109:16, 17, ele fala da heresia, “quae dicit Deum aliquos praedestinâsse ad benedictionem, alios ad maledictionem” (que diz que Deus predestinou alguns para abençoar, outros para amaldiçoar).

### Altercação com Serapião
A Altercação com Serapião é um diálogo, representado como tendo sido realizado entre Arnóbio e Serapião. Serapião, alternadamente, desempenha o papel de um sabeliano, um ariano e um pelagiano, e é gradualmente expulso de cada posição. Uma aprendizagem considerável é exibida e uma apreensão clara dos pontos em questão, combinada com muita engenhosidade real de argumentação. A circunstância de Arnóbio ser o orador principal não prova, é claro, que a autoria seja dele, assim como a posição de Sócrates em alguns dos diálogos platônicos provaria que Sócrates os escreveu. Além disso, assim como não podemos responsabilizar Sócrates por tudo o que Platão colocou em sua boca, tampouco Arnóbio, o Jovem, pode ser justamente creditado com os princípios aqui atribuídos a ele por algum autor desconhecido. Tanto o estilo quanto o tom da Altercação parecem diferentes daquele do Comentário; e embora haja em ambas as obras uma rejeição consensual dos erros condenados nos primeiros quatro concílios gerais, ainda assim é dificilmente possível que um autor de tendências semipelagianas, que estigmatizou a doutrina predestinacionista como uma heresia, declare, como faz Arnóbio para a conclusão da Altercação com Serapião, que ele “aceita e defende os dicta de Santo Agostinho sobre o pelagianismo, como se fossem os escritos mais sagrados dos apóstolos”.

## Obras
- Commentarii in Psalmos, interpretação alegórica dos Salmos contestando a doutrina agostiniana da graça;
- Expositiunculae in Evangelium, comentários sobre os Evangelhos de Mateus, Lucas e João;
- Conflictus Arnobii catholici cum Serapione Aegyptio, ou Monomachia adversos haereses diversas, diálogo entre Arnóbio, que se declara defensor da Cristologia de Cirilo de Alexandria, e Serapião, um seguidor de Eutiques, monofisista;
- Praedestinatus, em três livros, escritos após 432, uma vez que cita a condenação de Nestório no concílio de Éfeso (junho de 431) e a morte do Papa Celestino I (422-432) e, provavelmente, anterior a 451, porque não menciona a condenação do monofisismo no Concílio de Calcedônia (outubro de 451): no livro I resume as heresias, já tratadas por Santo Agostinho em seu De Haeresibus, enquanto os livros II e III tratam do Predestinacionismo combatido com argumentos pelagianos que negam a graça e o pecado original;